# Glenea fortii
Glenea fortii är en skalbaggsart som beskrevs av Carlo Pesarini och Andrea Sabbadini 1997. Glenea fortii ingår i släktet Glenea och familjen långhorningar. Inga underarter finns listade i Catalogue of Life.